# Halmahera Tengah
Halmahera Tengah (indonez. Kabupaten Halmahera Tengah) – kabupaten w indonezyjskiej prowincji Moluki Północne. Jego ośrodkiem administracyjnym jest Weda.